# Кадлуб (Лодзинське воєводство)
Кадлуб (пол. Kadłub) — село в Польщі, у гміні Велюнь Велюнського повіту Лодзинського воєводства.
Населення — 532 особи (2011).
У 1975-1998 роках село належало до Серадзького воєводства.

## Демографія
Демографічна структура станом на 31 березня 2011 року:
|          | Загалом | Допрацездатний вік | Працездатний вік | Постпрацездатний вік |
| -------- | ------- | ------------------ | ---------------- | -------------------- |
| Чоловіки | 270     | 45                 | 196              | 29                   |
| Жінки    | 262     | 52                 | 141              | 69                   |
| Разом    | 532     | 97                 | 337              | 98                   |